# Heteronyx elongatus
Heteronyx elongatus är en skalbaggsart som beskrevs av Blanchard 1850. Heteronyx elongatus ingår i släktet Heteronyx och familjen Melolonthidae. Inga underarter finns listade i Catalogue of Life.